# Carl Abrahamsson
Karl Gustaf Emanuel Abrahamsson, detto Carl (Södertälje, 1º maggio 1896 – Södertälje, 25 dicembre 1948), è stato un hockeista su ghiaccio svedese.

## Palmarès

### Olimpiadi invernali
- Argento a Sankt Moritz 1928 nell'hockey su ghiaccio.